# Heilbrunnen (Windeck)

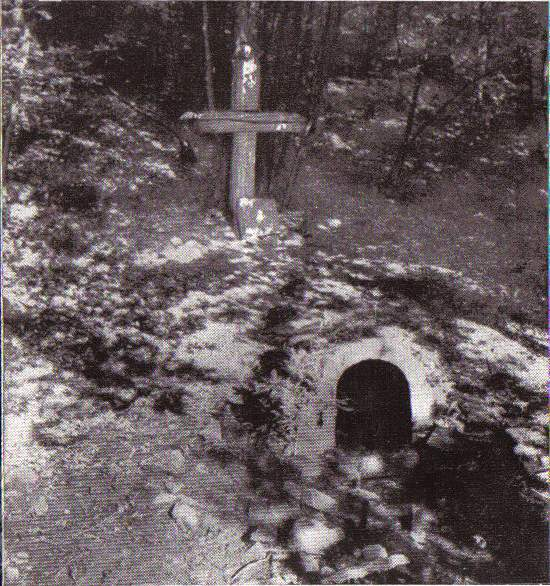
Der sagenhafte Quell Heilbrunnen

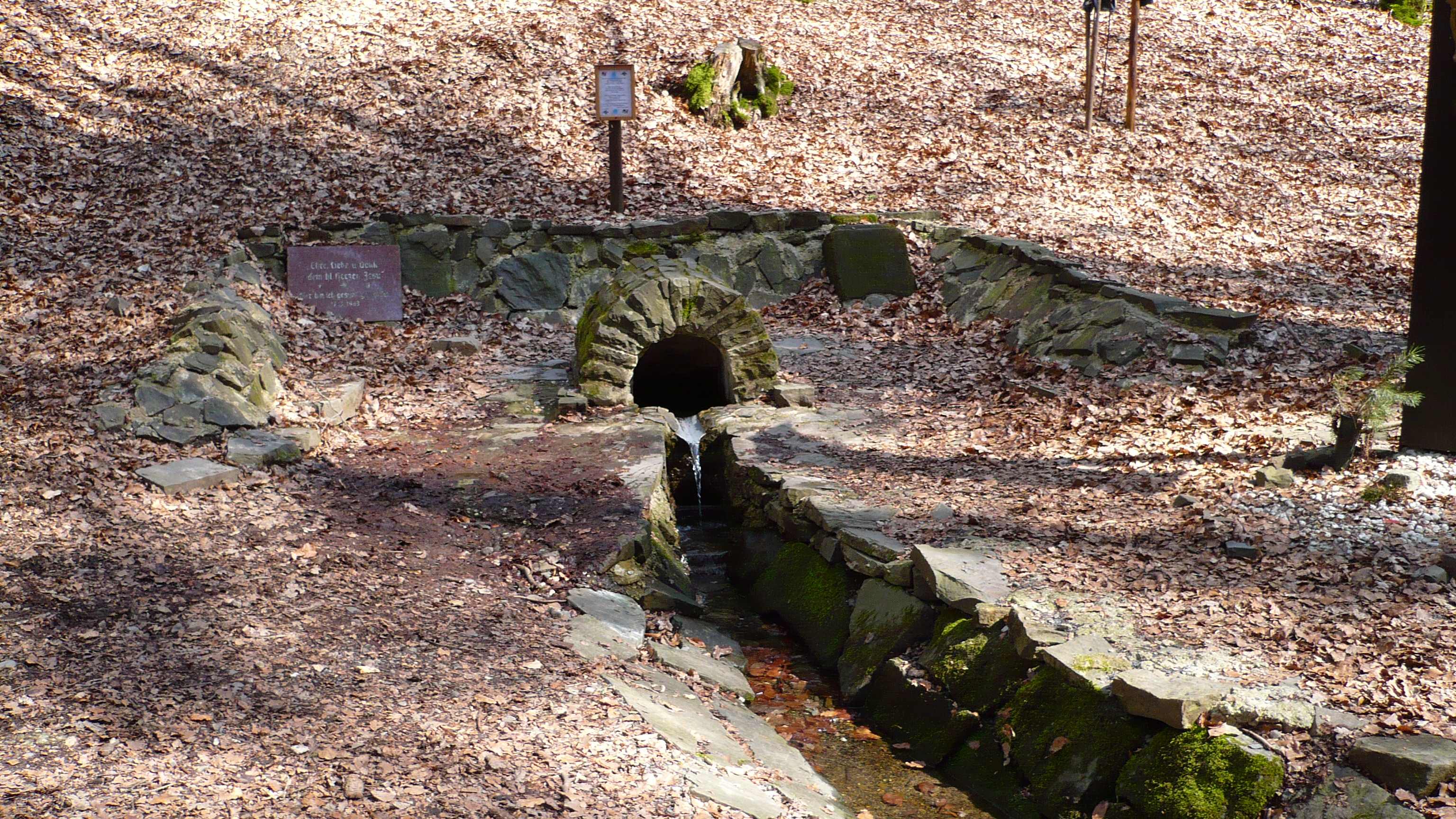
Heilbrunnen bei Ohmbach

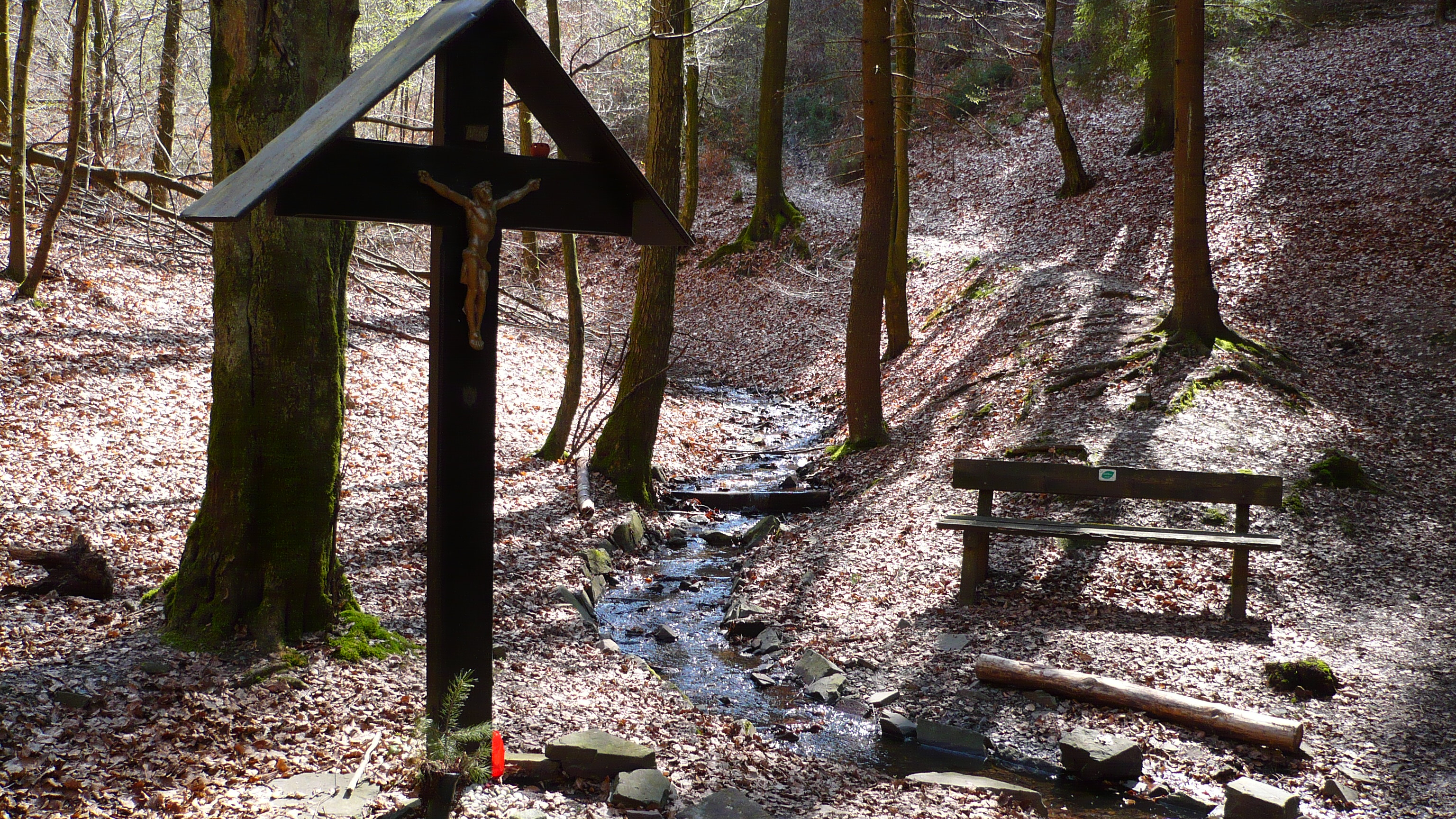
Kreuz am Heilbrunnen

Der Heilbrunnen oder manchmal auch Heiligenbrunnen in der Gemeinde Windeck im nordrhein-westfälischen Rhein-Sieg-Kreis liegt unter der Ortschaft Ohmbach in Richtung Igelshof.

## Sage
Der Sage nach soll hier eine adelige Tochter eine letzte Rast vor dem Kloster Herchen gemacht haben. Sie war erblindet, nach einer Version, weil ihr Vater einen Gemeinen wegen eines geringen Vergehens geblendet hatte. Nach dem Genuss des Wassers wurde sie sehend, die Äbtissin des Klosters Herchen ließ die Quelle daraufhin einfassen. Nach dieser Sage sollen weitere Wunderheilungen durch den Born geschehen sein.

## Wasserlauf
Die Quelle fließt nach wenigen Metern in den Heilbrunnensiefen ein. Dieser wiederum mündet zwischen Werfermühle und Igelshof in den Igelsbach ein, der ein orografisch linker Nebenlauf der Sieg ist.

## Wanderwege
Der Natursteig Sieg und der Wälderweg Windeck führen am Heilbrunnen vorbei.